# بانيثا
بلدية بانيثا (بالإسبانية: Paniza) هي بلدية تقع في مقاطعة سرقسطة التابعة لمنطقة أراغون شمال شرق إسبانيا.

## الديموغرافيا
بلغ عدد سكان بلدية بانيثا 766 نسمة عام 2011 (وفقاً للمعهد الوطني الإسباني للإحصاء).
| 702 | 711 | 720 | 748 | 741 | 770 | 766 |